# Хакан Гундај
Хакан Гундај (Родос, 1976-) je истакнути турски писац и сценариста.

## Биографија
Хакан Гундај је рођен је 1976. године на Родосу. Детињство је провео у Бриселу, након чега се преселио у Анкару, где је завршио средњу школу. Студирао је на универзитетима у Анкари, Бриселу и Хаџетепеу. Својим првим романом Кињас и Кајра (2000) освојио је пажњу читалаца и постао познат у књижевним круговима. Роман Малафа (2005) је адаптиран за позориште, док је роман Још (2013) освојио престижну награду Le prix Médicis étranger и инспирисао истоимени филм приказан на Берлинском фестивалу.
Хакан Гундај је такође и добитник престижне књижевне награде Фемина у Француској.
Гундај је такође написао сценарио за серију Личност, која је донела Еми награду за најбољег глумца. После осам година паузе, објавио је нови роман Замир.
Данас живи и ствара на релацији између Истанбула и Анталије.

## Дела
- Кињас и Кајра (Kinyas ve Kayra), 2000

Његов први роман, андерграунд прича која је стекла култни статус међу читаоцима.
- Zargana, 2002

Јединствен роман који истражује осећај губитка и самоће.
- Piç, 2003

Дело које се бави идентитетом и друштвеним маргинама.
- Малафа (Malafa), 2005

Роман адаптиран за позориште, који истражује сложене међуљудске односе.
- Az, 2011

Један од његових најчитанијих романа, који истражује слободу и људску природу.
- Још (Daha), 2013

Роман који је освојио награду Le prix Médicis étranger 2015. године и адаптиран у филм. Бави се мигрантском кризом и експлоатацијом.
- Замир (Zamir), 2021

Његов најновији роман, који истражује дубоке емоционалне и друштвене теме.